# Dia Nacional de Gibraltar
O Dia Nacional de Gibraltar, celebrado a 10 de Setembro, é o dia comemora referendo soberania de Gibraltar primeiro de 1967, e também um feriado nacional de Gibraltar.